# Kaufman County
Kaufman County je okres ve státě Texas v USA. K roku 2010 zde žilo 103 350 obyvatel. Správním městem okresu je Kaufman. Celková rozloha okresu činí 2 090 km².